# Emily Hood Westacott
Pour les articles homonymes, voir Hood.
Emily Hood (6 mai 1910, Brisbane - 9 octobre 1980) est une joueuse de tennis australienne des années 1930. Elle est aussi connue sous son nom de femme mariée, Emily Hood-Westacott.
Elle a remporté les Internationaux d'Australie en simple en 1939, deux ans après avoir perdu en finale.
Associée à Margaret Molesworth, elle s'est aussi imposée à trois reprises en double dames (1930, 1933 et 1934).

## Palmarès (partiel)

### Titre en simple dames
| No | Date       | Nom et lieu du tournoi              | Catégorie | Surface      | Finaliste        | Score    |          |
| -- | ---------- | ----------------------------------- | --------- | ------------ | ---------------- | -------- | -------- |
| 1  | 20/01/1939 | Australian Championships, Melbourne | G. Chelem | Gazon (ext.) | Nell Hall Hopman | 6-1, 6-2 | Parcours |

### Finale en simple dames
| No | Date       | Nom et lieu du tournoi           | Catégorie | Surface      | Vainqueure   | Score         |          |
| -- | ---------- | -------------------------------- | --------- | ------------ | ------------ | ------------- | -------- |
| 1  | 22/01/1937 | Australian Championships, Sydney | G. Chelem | Gazon (ext.) | Nancye Wynne | 6-3, 5-7, 6-4 | Parcours |

### Titres en double dames
| No | Date       | Nom et lieu du tournoi             | Catégorie | Surface      | Partenaire          | Finalistes                                | Score         |          |
| -- | ---------- | ---------------------------------- | --------- | ------------ | ------------------- | ----------------------------------------- | ------------- | -------- |
| 1  | 18/01/1930 | Australian Championships Melbourne | G. Chelem | Gazon (ext.) | Margaret Molesworth | Marjorie Cox Crawford Sylvia Lance Harper | 6-3, 0-6, 7-5 | Parcours |
| 2  | 21/01/1933 | Australian Championships Melbourne | G. Chelem | Gazon (ext.) | Margaret Molesworth | Joan Hartigan Marjorie Gladman            | 6-3, 6-2      | Parcours |
| 3  | 18/01/1934 | Australian Championships Sydney    | G. Chelem | Gazon (ext.) | Margaret Molesworth | Joan Hartigan Ula Valkenburg              | 6-8, 6-4, 6-4 | Parcours |

### Finales en double dames
| No | Date       | Nom et lieu du tournoi             | Catégorie | Surface      | Vainqueures                    | Partenaire       | Score    |          |
| -- | ---------- | ---------------------------------- | --------- | ------------ | ------------------------------ | ---------------- | -------- | -------- |
| 1  | 22/01/1937 | Australian Championships Sydney    | G. Chelem | Gazon (ext.) | Thelma Coyne Long Nancye Wynne | Nell Hall Hopman | 6-2, 6-2 | Parcours |
| 2  | 20/01/1939 | Australian Championships Melbourne | G. Chelem | Gazon (ext.) | Thelma Coyne Long Nancye Wynne | May Hardcastle   | 7-5, 6-4 | Parcours |

### Finales en double mixte
| No | Date       | Nom et lieu du tournoi          | Catégorie | Surface      | Vainqueures                         | Partenaire     | Score    |          |
| -- | ---------- | ------------------------------- | --------- | ------------ | ----------------------------------- | -------------- | -------- | -------- |
| 1  | 27/02/1931 | Australian Championships Sydney | G. Chelem | Gazon (ext.) | Marjorie Cox Crawford Jack Crawford | Aubrey Willard | 7-5, 6-4 | Parcours |
| 2  | 18/01/1934 | Australian Championships Sydney | G. Chelem | Gazon (ext.) | Joan Hartigan Edgar Moon            | Roy Dunlop     | 6-3, 6-4 | Parcours |

## Parcours en Grand Chelem (partiel)
Si l’expression « Grand Chelem » désigne classiquement les quatre tournois les plus importants de l’histoire du tennis, elle n'est utilisée pour la première fois qu'en 1933, et n'acquiert la plénitude de son sens que peu à peu à partir des années 1950.

### En simple dames
| Année | Championnat d'Australie | Championnat d'Australie | Internationaux de France | Internationaux de France | Wimbledon | Wimbledon | US National | US National |
| ----- | ----------------------- | ----------------------- | ------------------------ | ------------------------ | --------- | --------- | ----------- | ----------- |
| 1929  | 1/4 de finale           | Marjorie Cox            | -                        | -                        | -         | -         | -           | -           |
| 1930  | 1/2 finale              | Daphne Akhurst          | -                        | -                        | -         | -         | -           | -           |
| 1931  | 1er tour (1/16)         | G. Bond                 | -                        | -                        | -         | -         | -           | -           |
| 1932  | 1/2 finale              | K. Le Mesurier          | -                        | -                        | -         | -         | -           | -           |
| 1933  | 1/2 finale              | Coral Buttsworth        | -                        | -                        | -         | -         | -           | -           |
| 1934  | 1/4 de finale           | Muriel Wilson           | -                        | -                        | -         | -         | -           | -           |
| 1935  | 1/2 finale              | Dorothy Round           | -                        | -                        | -         | -         | -           | -           |
| 1937  | Finale                  | Nancye Wynne            | -                        | -                        | -         | -         | -           | -           |
| 1938  | 2e tour (1/8)           | D. Stevenson            | -                        | -                        | -         | -         | -           | -           |
| 1939  | Victoire                | Nell Hall Hopman        | -                        | -                        | -         | -         | -           | -           |

À droite du résultat, l’ultime adversaire.

### En double dames
| Année | Championnat d'Australie  | Championnat d'Australie     | Internationaux de France | Internationaux de France | Wimbledon | Wimbledon | US National | US National |
| ----- | ------------------------ | --------------------------- | ------------------------ | ------------------------ | --------- | --------- | ----------- | ----------- |
| 1929  | 1/2 finale M. Molesworth | D. Akhurst L. Bickerton     | -                        | -                        | -         | -         | -           | -           |
| 1930  | Victoire M. Molesworth   | Marjorie Cox Sylvia Lance   | -                        | -                        | -         | -         | -           | -           |
| 1931  | 1/2 finale M. Molesworth | L. Bickerton D. Akhurst     | -                        | -                        | -         | -         | -           | -           |
| 1932  | 1/2 finale F. Hoddle     | C. Buttsworth Marjorie Cox  | -                        | -                        | -         | -         | -           | -           |
| 1933  | Victoire M. Molesworth   | Joan Hartigan M. Gladman    | -                        | -                        | -         | -         | -           | -           |
| 1934  | Victoire M. Molesworth   | Joan Hartigan U. Valkenburg | -                        | -                        | -         | -         | -           | -           |
| 1935  | 1/2 finale M. Molesworth | E. Dearman Nancy Lyle       | -                        | -                        | -         | -         | -           | -           |
| 1937  | Finale Nell Hall         | Thelma Coyne Nancye Wynne   | -                        | -                        | -         | -         | -           | -           |
| 1938  | 1/2 finale Joan Hartigan | Dorothy Bundy D. Workman    | -                        | -                        | -         | -         | -           | -           |
| 1939  | Finale M. Hardcastle     | Thelma Coyne Nancye Wynne   | -                        | -                        | -         | -         | -           | -           |

Sous le résultat, la partenaire ; à droite, l’ultime équipe adverse.

### En double mixte
| Année | Championnat d'Australie    | Championnat d'Australie    | Internationaux de France | Internationaux de France | Wimbledon | Wimbledon | US National | US National |
| ----- | -------------------------- | -------------------------- | ------------------------ | ------------------------ | --------- | --------- | ----------- | ----------- |
| 1929  | 1er tour (1/8) C. Cropper  | Marjorie Cox Jack Crawford | -                        | -                        | -         | -         | -           | -           |
| 1930  | 1/4 de finale Franck Peach | L. Bickerton Jim Willard   | -                        | -                        | -         | -         | -           | -           |
| 1931  | Finale A. Willard          | Marjorie Cox Jack Crawford | -                        | -                        | -         | -         | -           | -           |
| 1932  | 1er tour (1/16) Edgar Moon | Nancy Lewis A. Willard     | -                        | -                        | -         | -         | -           | -           |
| 1933  | 2e tour (1/8) William Ryan | G. Bond Frankenberg        | -                        | -                        | -         | -         | -           | -           |
| 1934  | Finale Roy Dunlop          | Joan Hartigan Edgar Moon   | -                        | -                        | -         | -         | -           | -           |
| 1935  | 1/4 de finale R. Cummings  | Dorothy Round Fred Perry   | -                        | -                        | -         | -         | -           | -           |
| 1937  | 1/4 de finale J. Gilchrist | D. Stevenson D. Turnbull   | -                        | -                        | -         | -         | -           | -           |
| 1938  | 2e tour (1/8) Edgar Moon   | Nancye Wynne Colin Long    | -                        | -                        | -         | -         | -           | -           |
| 1939  | 1/2 finale J. Gilchrist    | Nell Hall Harry Hopman     | -                        | -                        | -         | -         | -           | -           |

Sous le résultat, le partenaire ; à droite, l’ultime équipe adverse.